# 阿徹角
阿徹角（英語：Cape Archer）是南極洲的海岬，位於維多利亞地，處於格蘭納特港入口處的北部，以英國探險隊的乘務長命名，現時由南極條約體系管理。
76°51′S 162°52′E / 76.850°S 162.867°E